# هرن بی، کنت
هرن بی (به انگلیسی: Herne Bay) یک شهرک در بریتانیا است که در شهر کنتربری واقع شده‌است. هرن بی ۱۰٫۷۹ کیلومتر مربع مساحت و ۳۸٬۵۶۳ نفر جمعیت دارد.

## خواهرخوانده
شهرهای Wimereux و والتروپ خواهرخوانده‌های هرن بی، کنت هستند.